# Soohorang et Bandabi

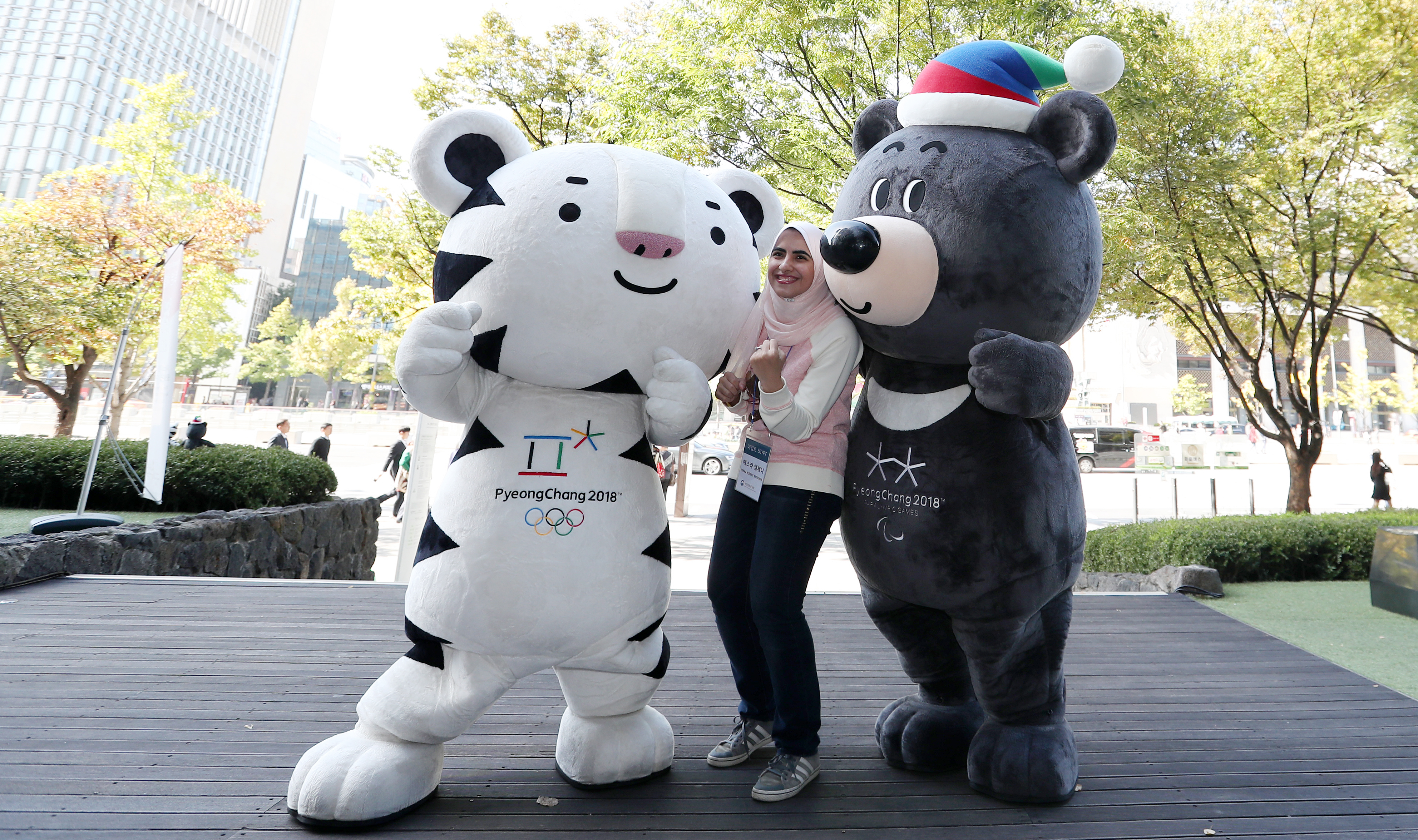
Soohorang et Bandabi, aux côtés d'une personne.

Soohorang (수호랑) et Bandabi (반다비) sont respectivement les mascottes des Jeux olympiques et paralympiques de Pyeongchang 2018. Soohorang est un tigre blanc tandis que Bandabi est un ours noir d'Asie,,. Les mascottes ont été dévoilées par le Comité d'organisation le 2 juin 2016 après l'aval de la Commission exécutive du CIO et celui du CIP,.

## Soohorang
Ce n'est pas la première fois qu'un tigre est la mascotte d'une édition des Jeux olympiques organisée en Corée du Sud. En effet, Hodori était la mascotte des Jeux olympiques d'été de Séoul 1988.
Sooho signifie en coréen « protection » alors que Rang dérive du terme ho-rang-I (호랑이) qui lui veut dire « tigre ». Ce dernier apparaît également dans « Jeong-seon A-ri-rang », titre d'une musique traditionnelle du Gangwon, la région où se tiendront les Jeux. Le tigre est un animal majeur de la culture et de la mythologie coréennes, apparaissant très souvent dans les contes en incarnant un être fort et protecteur.

## Bandabi
L'ours est très régulièrement apparu en tant que mascotte olympique avec notamment Misha (Moscou 1980), Hidy et Howdy (Calgary 1988), Coal (Salt Lake City 2002) et plus récemment l'ours polaire (Sotchi 2014). Mais la seule utilisation d'un ours noir d'Asie comme mascotte paralympique remonte aux Jeux paralympiques de Séoul 1988 avec les deux Gomdoori.
Banda dérive de ban-dal (반달) signifiant demi-lune comme celle que portent les ours noir d'Asie sur la poitrine. Bi marque lui la célébration des Jeux.

## Produits dérivés
Comme toujours, les mascottes sont déclinées en de très nombreux produits dérivés, comme des peluches ou des épinglettes. De plus, des emoji reprenant les dessins des mascottes sont disponibles sur KakaoTalk, une application populaire d'échange de messages en Corée du Sud.